# Renault Celtaquatre

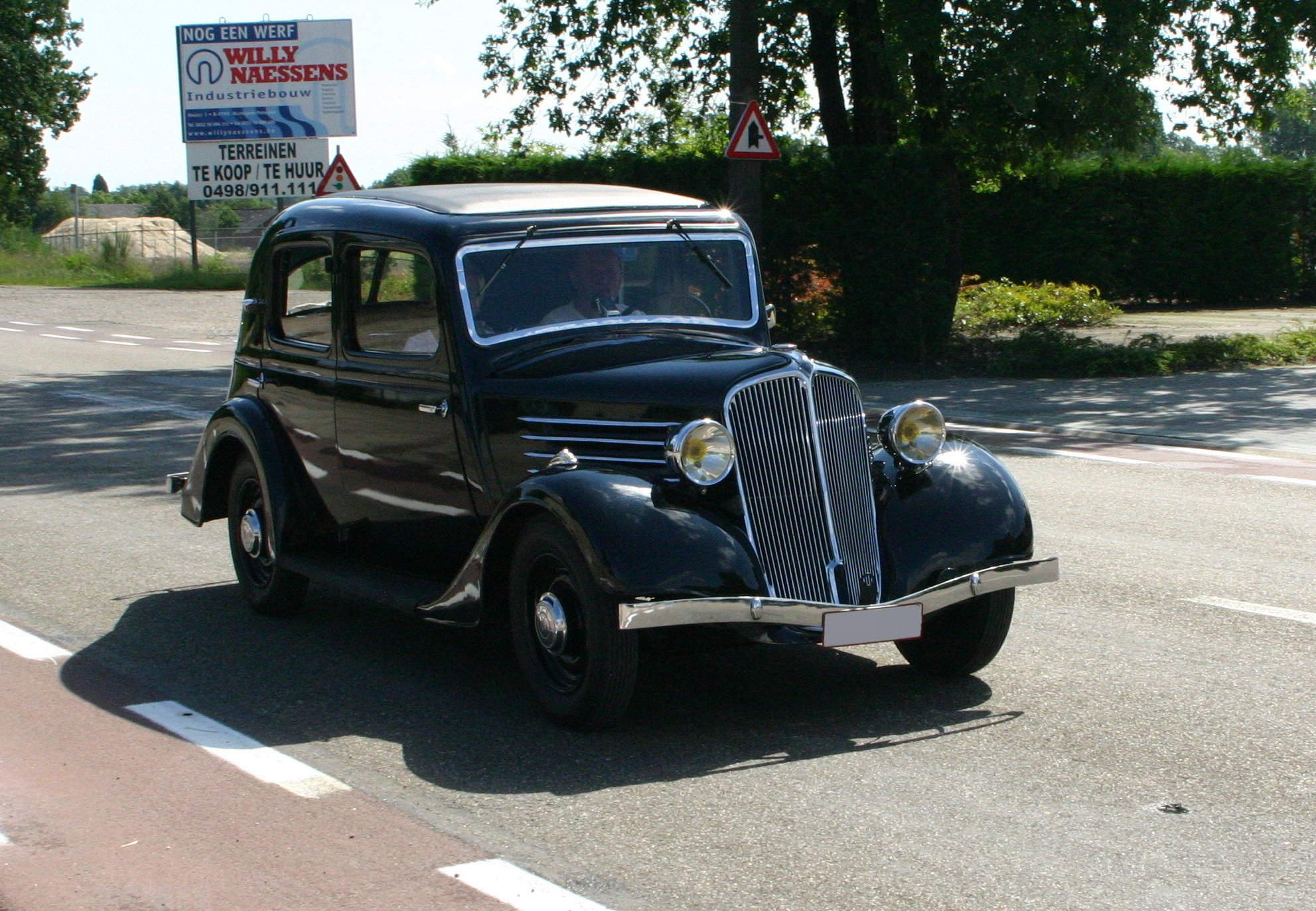
Noch mit Trittbrettern, aber schon mit den Lüftungsschlitzen:
Type ZR 2 Limousine (1935)

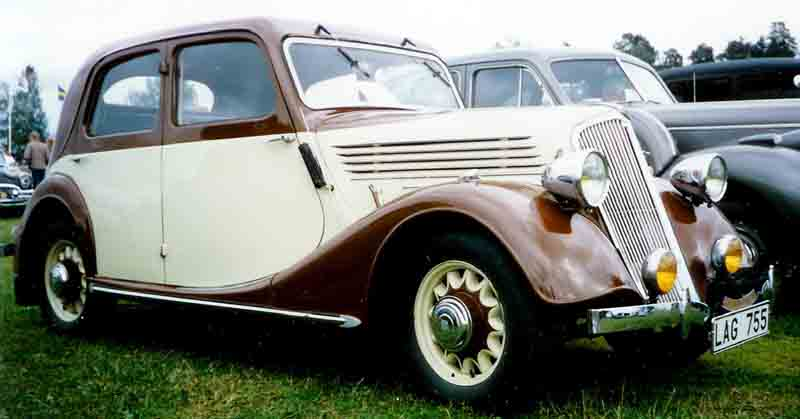
Ohne Trittbretter:
Type ADC 1 Limousine (1935)

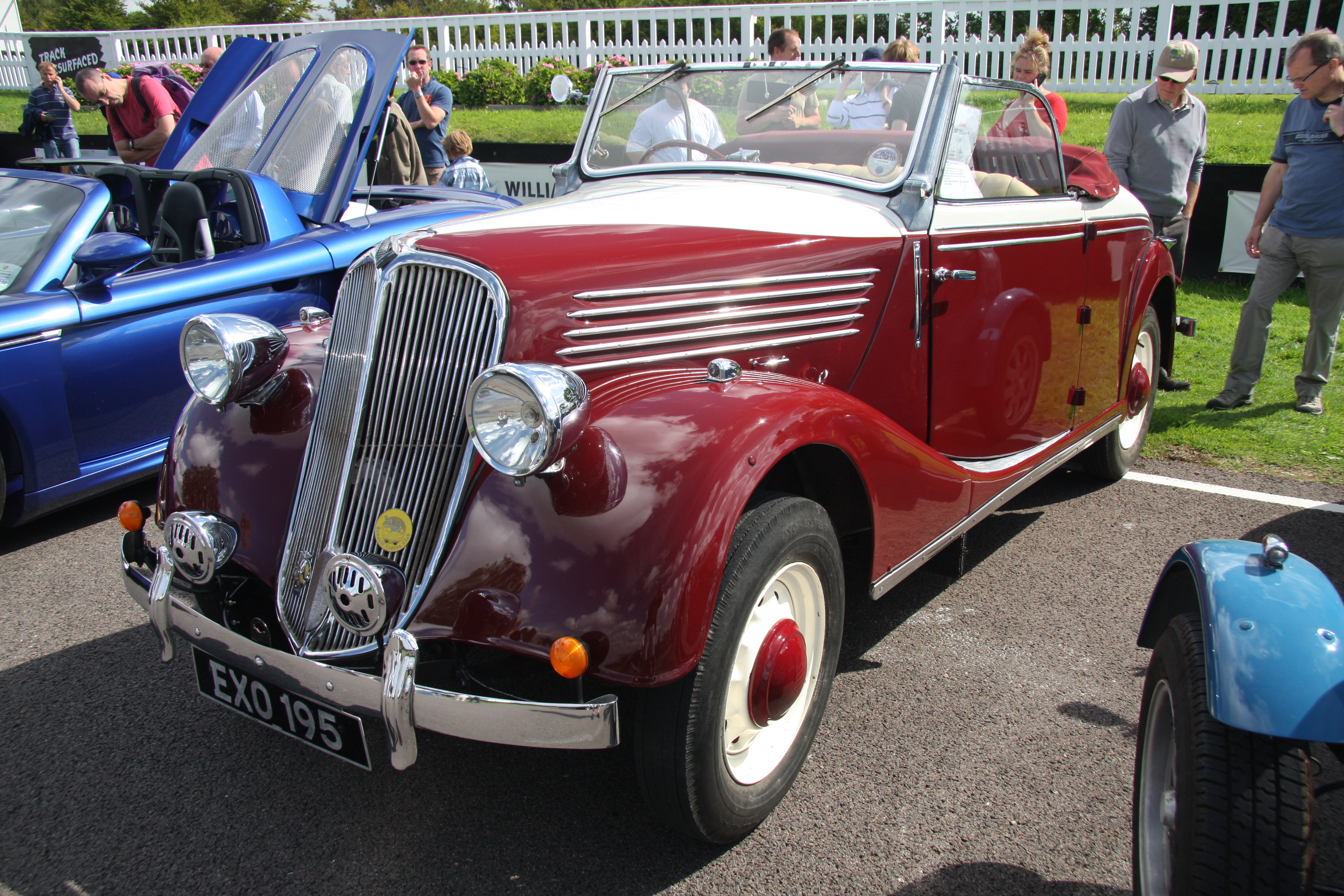
Type ADC 1 als Cabriolet (1935)

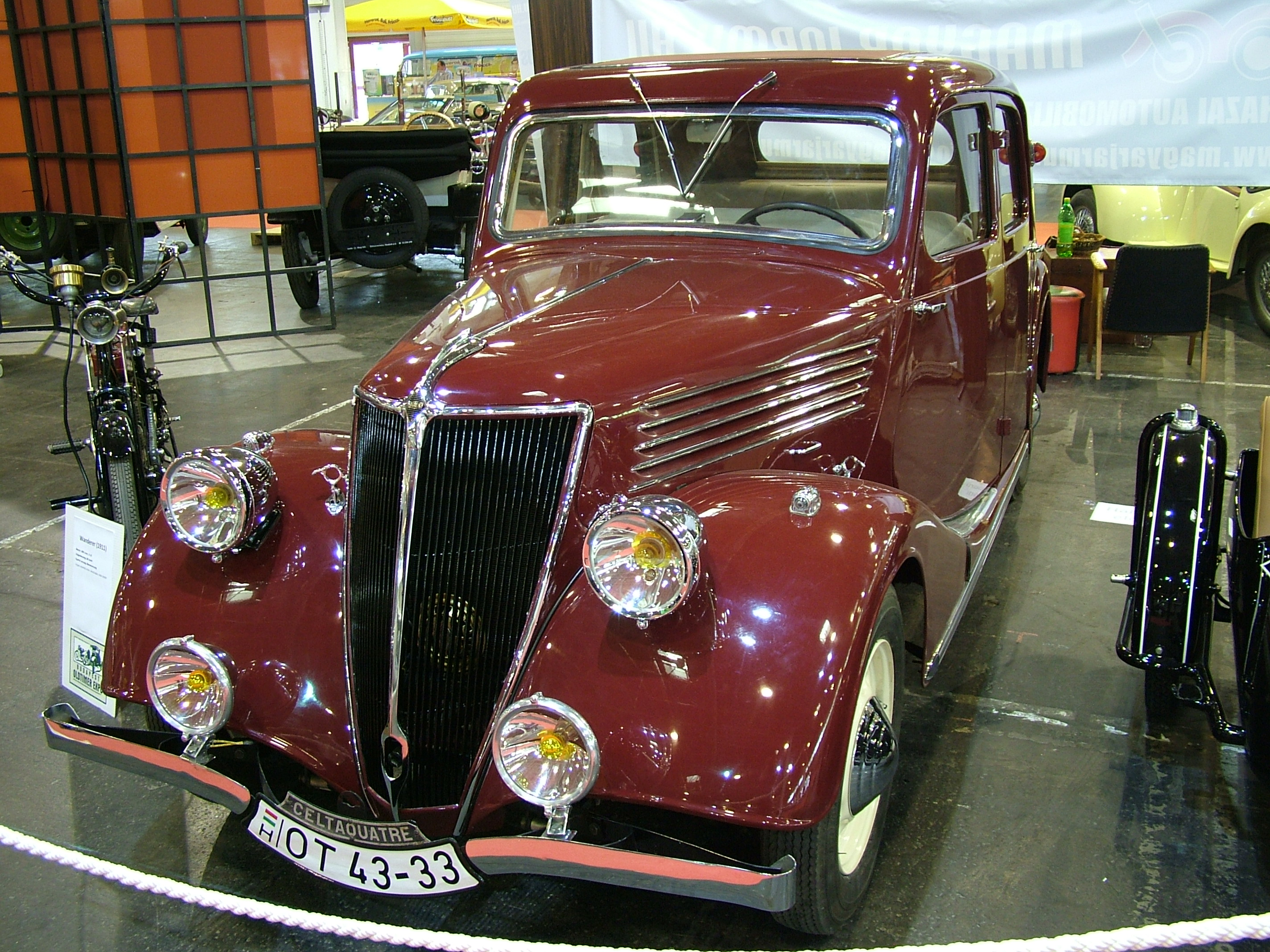
Mit seitlich abgerundetem Kühlergrill und zwei vorderen Stoßstangen:
Type ADC 2 Limousine (1937)

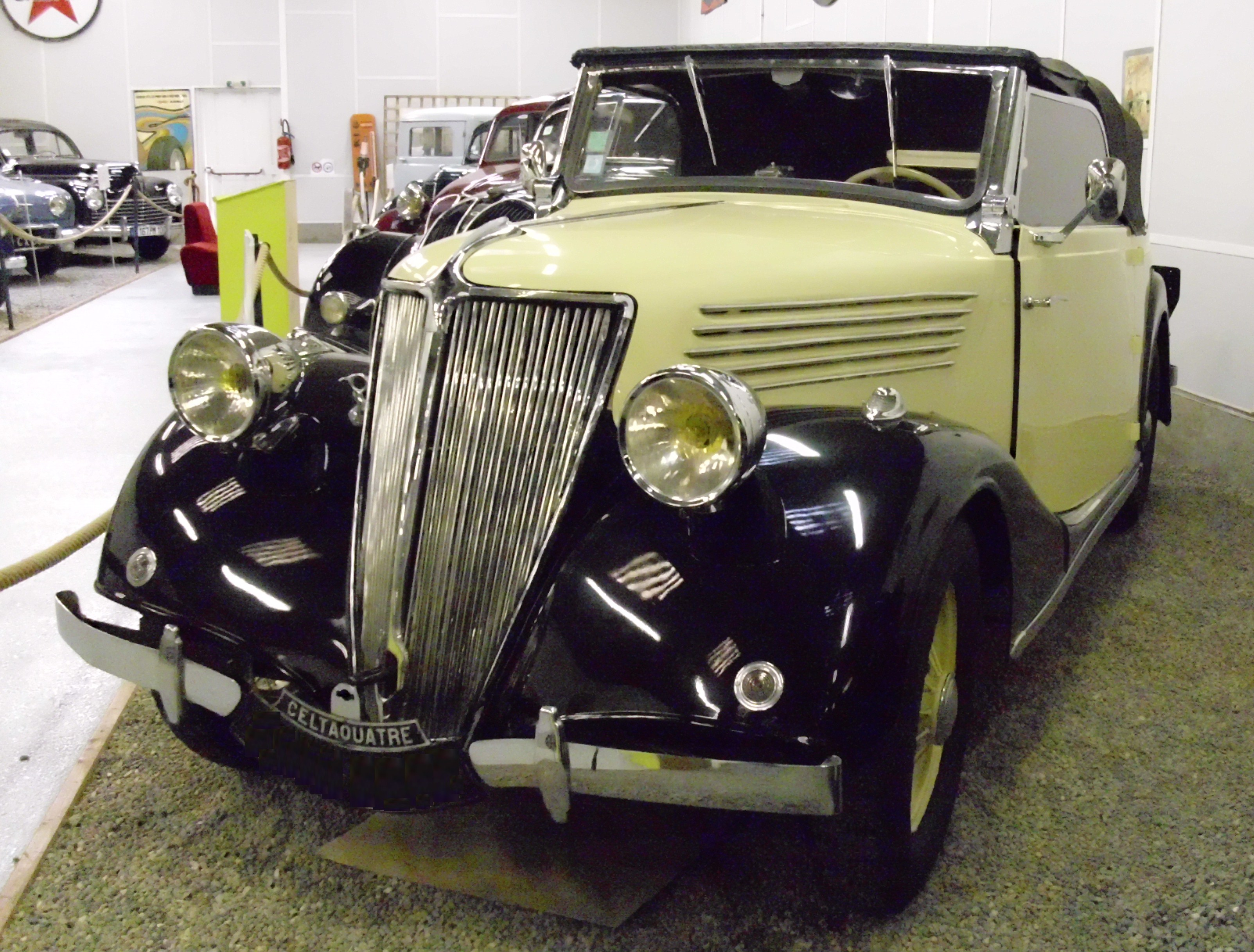
Type ADC 2 als Cabriolet (1937)

Der Renault Celtaquatre war ein Personenkraftwagenmodell der Zwischenkriegszeit von Renault. Die Typencodes lauteten Type ZR, Type ADC, Type AEC und Type BCR. Inoffiziell wurde das Fahrzeug auch Celtaboule genannt.

## Beschreibung
Das Modell erschien 1934 und löste den Renault Monastella ab. Eine billigere Variante stellte der Renault Celtastandard dar. Am 11. April 1938 endete die Produktion. Einen Nachfolger vergleichbarer Größe gab es nicht.
Alle Ausführungen hatten einen wassergekühlten Vierzylindermotor mit 70 mm Bohrung, 95 mm Hub und 1462 cm³ Hubraum. Die Motorleistung wurde über eine Kardanwelle an die Hinterachse geleitet.

### Type ZR 1
Die nationale Zulassungsbehörde erteilte der ersten Ausführung am 19. April 1934 seine Zulassung. Der Motor leistete 34 PS. Bei einem Radstand von 245 cm und einer Spurweite von 125 cm war das Fahrzeug 386 cm lang, 151 cm breit und 159 cm hoch. Eine andere Quelle nennt 380 cm Länge und 155 cm Breite. Das Fahrzeug wog zwischen 880 kg und 900 kg. Die Türen der viersitzigen Limousine waren an der B-Säule angeschlagen. Das Reserverad war am Heck montiert. Der Zugang zum Kofferraum erfolgte durch den Innenraum. Die vordere Stoßstange war in der Mitte nach unten gebogen. In den Seiten der Motorhaube waren drei Lüftungsklappen. Neben der Limousine stand wenig später ein Coupé mit Notsitz im Angebot.

### Type ZR 2
Die Modellpflege im März 1935 brachte vier waagerecht angeordnete Lüftungsschlitze in den Seiten der Motorhaube.

### Type ADC 1
Dieses Modell erhielt am 4. September 1935 seine Zulassung und wurde ab 20. September 1935 vermarktet. Die Motorleistung war nun mit 32 PS angegeben. Ein Radstand von 271 cm und eine Spurweite von 130 cm sorgten für eine Fahrzeuglänge von 419,5 cm und eine Fahrzeugbreite von 157,2 cm. Eine andere Quelle nennt 420 cm Länge und 160 cm Breite. Die Trittbretter entfielen. Im Angebot standen eine viertürige Limousine mit fünf Sitzen in den Ausführungen Luxe und Grand Luxe, Coupé mit Notsitz, Roadster mit Notsitz und ein fünfsitziges Cabriolet. Erkennbar war die Ausführung an fünf eng übereinander angeordneten Lüftungsschlitzen.

### Type AEC 1
Dieses Modell erhielt am 10. Oktober 1935 seine Zulassung und wurde bis 1936 produziert. Es entsprach in der Größe dem Type ZR 2 und ähnelte stark dem Renault Monaquatre Type YN 4. Von diesem Modell ist nur eine Geschäftslimousine mit 500 kg Nutzlast für 18.300 Franc überliefert.

### Type ADC 2
Im Oktober 1936 erschien dieses Modell mit einem Kühlergrill, der seitlich abgerundet war. Ein Koffer am Heck kostete 700 Franc Aufpreis.

### Type ADC 3
Die Modellpflege vom Oktober 1937 brachte eine gerade vordere Stoßstange. Die Türklinken waren nun nicht mehr verchromt. Einzige Ausführung war eine viertürige Limousine als Grand Luxe.

### Type BCR 1 und Type BCR 2
Diese Modelle für Geschäftskunden standen 1937 und 1938 im Sortiment. Die Zulassung wurde am 6. Januar 1937 erteilt. Basis stellte das Fahrgestell vom Renault Primaquatre dar. Der Radstand betrug 286 cm. Die Nutzlast war mit 500 kg angegeben. Der Preis stieg von 23.000 Franc am 1. Oktober 1937 auf 25.100 Franc ab 25. Februar 1938.

## Preise
Die folgenden Preise (in Franc) sind überliefert:
| Ausführung                                            | Type ZR 1 (April 1934) | Type ADC 1 (2. Oktober 1935) | Type ADC 2 (1. Oktober 1936) | Type ADC 2 (8. März 1937) | Type ADC 3 (1. Oktober 1937) | Type ADC 3 (25. Februar 1938) |
| ----------------------------------------------------- | ---------------------- | ---------------------------- | ---------------------------- | ------------------------- | ---------------------------- | ----------------------------- |
| Fahrgestell                                           |                        | 13.200                       |                              |                           |                              |                               |
| Limousine Luxe                                        | 16.500                 | 16.900                       | 18.100                       |                           |                              |                               |
| Limousine Grand Luxe                                  | 17.900                 | 18.400                       | 19.300                       | * 21.600                  | 23.000                       | 25.100                        |
| Coupé mit Notsitz                                     | 19.900                 | 18.400                       | 20.000                       | 22.900                    |                              |                               |
| Roadster mit Notsitz                                  |                        | 22.000                       | 23.200                       | 25.500                    |                              |                               |
| Cabriolet                                             |                        | 23.500                       | 24.700                       | 27.100                    |                              |                               |
| Geschäftslimousine                                    |                        |                              | 18.900                       | 21.400                    |                              |                               |
| Umrechnungsfaktor des damaligen Franc in heutige Euro | 0,68507                | 0,74831                      | 0,69486                      | 0,55273                   | 0,55273                      | 0,48640                       |

* Der Preis für die Limousine Grand Luxe vom Type ADC 2 vom 8. März 1937 ist inklusive Koffer am Heck. Zuvor kostete er Aufpreis.

## Einstufung im französischen Steuer- und Versicherungssystem
Der Wagen war mit 8 CV zu versteuern.